# Pemanos

Mapa de los pueblos galos.

Los pemanos (en latín, Paemani, también Faemani o Poemani) eran un pequeño pueblo celto-germánico de la Galia Bélgica, instalado en las Ardenas. Lo más probable es que se ubicara en lo que actualmente es la región de la Famenne en el centro de Valonia. La región es conocida por sus megalitos neolíticos. El propio nombre de Famenne deriva de Paemani.
Nos resultan conocidos gracias a una mención de Julio César en el libro II de sus Comentarios a la guerra de las Galias. Informado de los preparativos y maniobras militares de los pueblos belgas contra las legiones romanas, preguntó a sus aliados los remos, qué tamaño tenía cada uno de esos pueblos alzados contra él y, respecto a los pemanos, dijeron los remos 

que a los condrusos, eburones, cerosos y pemanos - llamados, con un solo nombre, germanos- los estimaban en unos cuarenta mil.

## Wikisource
- Julio César, Comentarios a la guerra de las Galias, Libro II (en inglés)